# パーキングパーミット

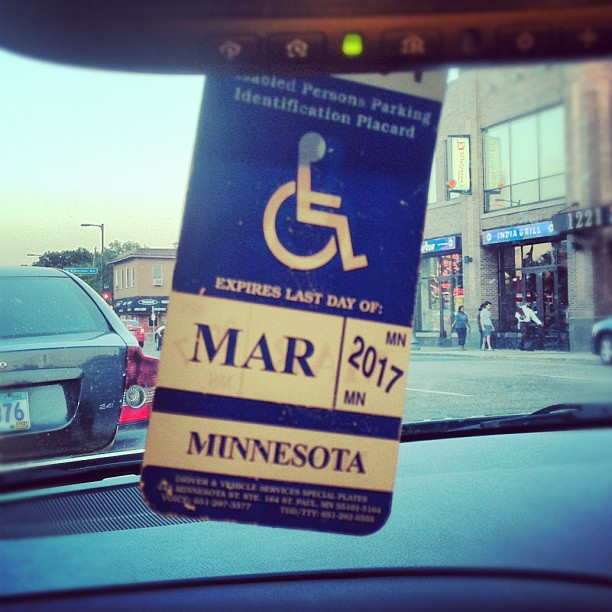
ミネソタ州のパーキングパーミット

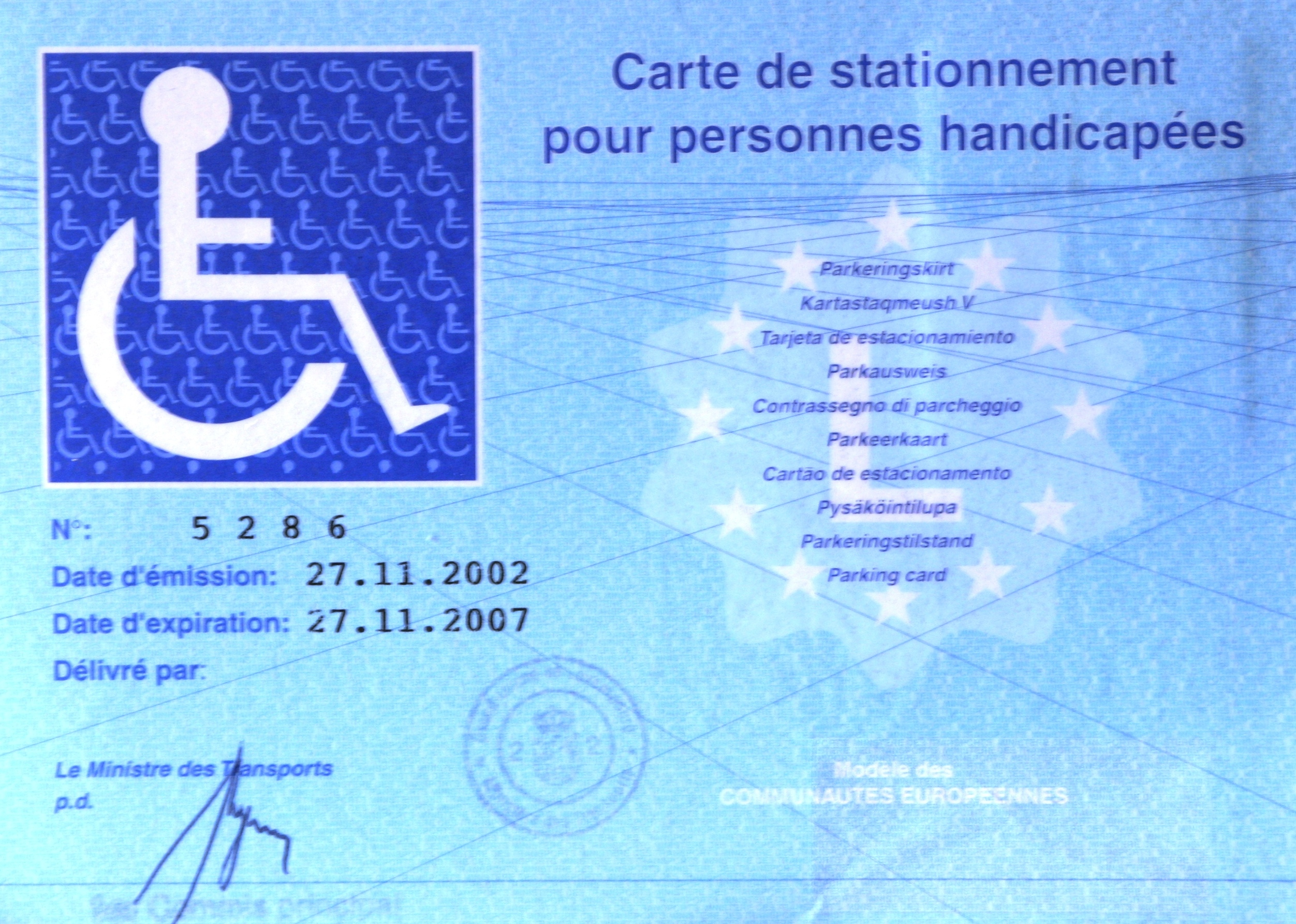
EUのパーキングパーミット

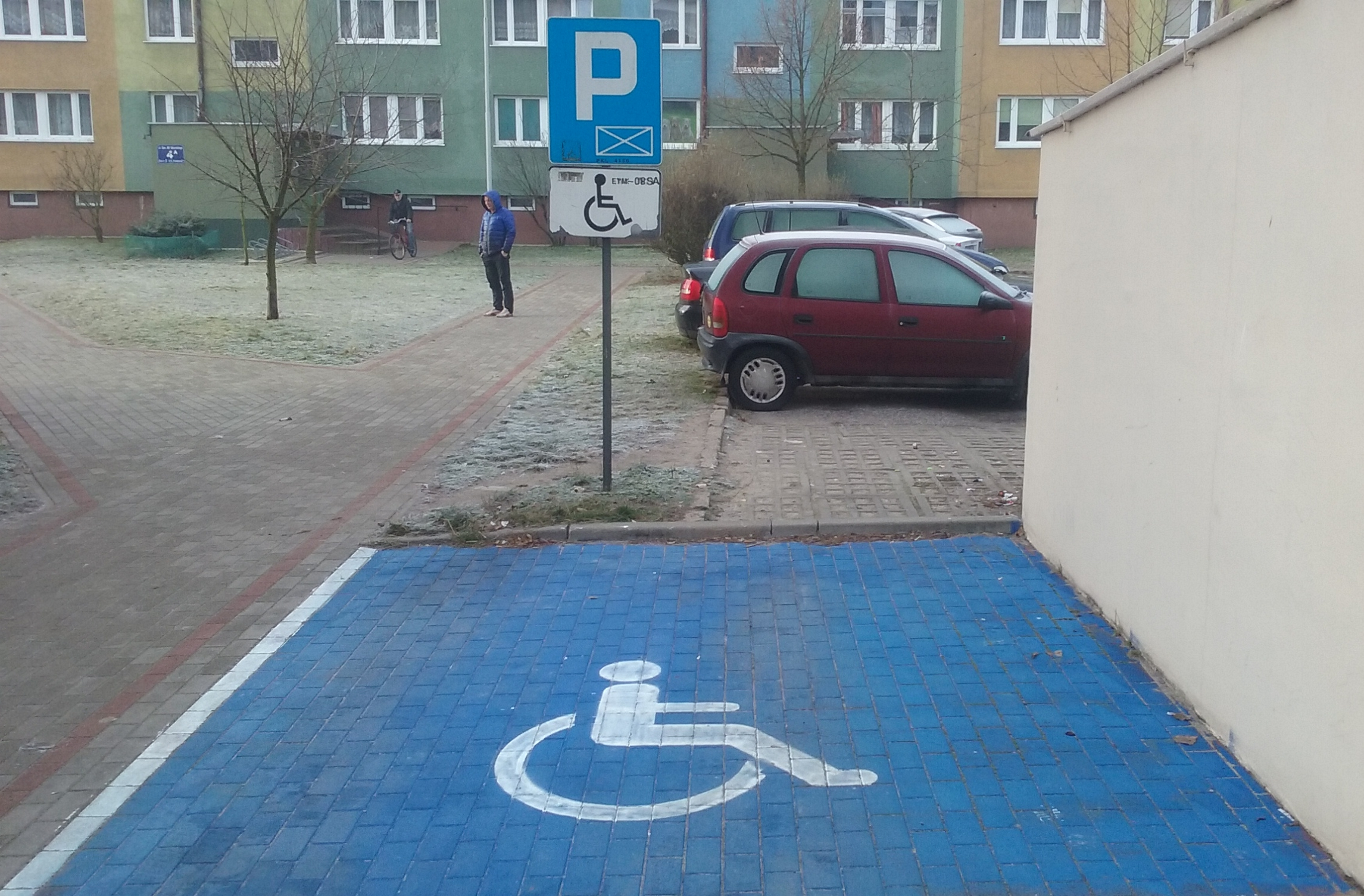
ポーランドのパーキングパーミット用駐車場

パーキングパーミットとは、障害者用の駐車施設を必要とする人に利用証（許可証）を交付して、駐車車両を識別できるようにして許可車両以外の不正駐車を防ぐ制度。英語ではDisabled parking permit。国や地方自治体により制度名が異なる場合がある。

## 欧米
欧米ではショッピングセンターの入口付近に集中的にパーキングパーミット用の駐車場を設定したり、道路脇にパーキングパーミット用の駐車場が設定されていることも多い。

### EU
EU欧州連合ではEU域内共通の障害者用駐車カードを発行している。
ドイツでは身体障害者用スペースへの不正駐車には戒告金のうち最も高い金額が科され、特に悪質な場合には罰金が科される。

### 北米
アメリカ合衆国では各州にパーキングパーミットの制度があるが、アメリカ合衆国とカナダでは利用証の相互利用が可能な制度になっている。
アメリカ合衆国では一般の駐車違反の罰則は75ドルだが、身体障害者用スペースへの不正駐車の罰則は500ドルでレッカー移動も行われる（レッカー移動の費用は違反者が負担）。

## 日本
日本では2006年7月に佐賀県が初めて導入し、2020年（令和2年）4月1日現在では38府県1市で導入をしている。自治体等により、デザインや色合いが異なる。
公布は各自治体ごとだが、相互利用が可能である。

### 対象者
以下の対象者は佐賀県の場合
- 身体に障害がある方で歩行困難な方
- 一時的な疾病（骨折や病気など）により歩行が困難な方
- 妊産婦（妊娠7か月から産後3か月）
- 高齢者（要介護度1以上認定対象者）で歩行が困難な方
- 難病患者で歩行が困難な方
- 知的障害者（療育手帳の障害の程度欄が「A」）で歩行が困難な方

### 問題点
罰則がない場合の不正駐車の防止効果や、限られたスペースのまま利用証の交付対象が広がると利用者間に軋轢を生じることがあるなどの課題がある。佐賀県ではパーキングパーミットの導入で身体障害者用の駐車施設の利用対象が増えたため、従来利用していた重度の障害者が駐車場を利用できなくなったという意見が寄せられ、身体障害者用駐車場とは別にパーキングパーミット専用の一般駐車場を設置するパーキングパーミットプラスワン運動が行われているほか、不正駐車を防止するデザインの検討なども行われている。

佐賀県で導入に当たって議論されたこと
パーキングパーミットが導入される前から、障害者用駐車場制度があったが、同制度には次のような課題があった。
（障害者用駐車場制度の課題）
・障害者用駐車場は、障害者手帳を保有している者を対象にしている。しかし、障害者以外にも高齢者、傷病者、妊婦等歩行に支障を来たす者(以下「高齢者等」という。)は多くいる。しかし、これらの歩行困難者は障害者用駐車場を利用することはできない
・障害者は、症状固定が必要なので、高齢者等には障害者手帳は発行されていなかった。
・車いす利用者は、乗降するためにはドアを全開にする必要があるために、通常の駐車枠より広い駐車枠が必要である。このため、障害者用駐車場を設けると全体の駐車台数が減少する。しかし、高齢者等にとっては、歩行に支障が出ているだけなので、出入り口の近くにあることは必要だが、広い駐車枠までは必要でない。
・車いす利用者が自分で自動車を運転するためには、改造車であることが必要なので、障害者用駐車場への駐車許可証は障害者を登録しているのでなく、障害者が所有する自動車を登録していた。※自動車税も減免されている。
・高齢者等の場合、家族が運転して送迎することが多い。佐賀県のように各世帯が複数の自動車を保有している場合、運転手毎に使用する自動車が異なるため、送迎する自動車も決まっていない。このため、使用する自動車を登録する障害者用駐車場制度では対応できない。

（パーキングパーミット制度の特徴）
以上の課題に対応するために、パーキングパーミット制度では次のような特徴が設けられた。
・複数の者による交代制の送迎を前提に、持ち運び式の許可証(自動車を登録するのでなく利用者を登録)
・施設管理者側が駐車台数の減少無く導入できるように、駐車幅は通常の駐車幅
　※車いす利用者は従来通り、障害者用駐車場を利用
・傷病者や妊婦等は一定期間経過後、その必要性が無くなることから有効期限を設けた。